# ノルウェージャン・ドーン
ノルウェージャン・ドーン（Norwegian Dawn）は、ノルウェージャン・クルーズラインが運航するクルーズ客船。

## 概要
ドイツのマイヤー・ヴェルフトで建造され、2002年12月4日に竣工、12月7日に処女航海へ出航した。12月16日、ニューヨークへ到着した本船は、マンハッタンで女優のキム・キャトラルにより命名された。
本船は当初、スーパースター・スコーピオ（SuperStar Scorpio）としてスタークルーズが運航する予定であったが、傘下のノルウェージャン・クルーズラインへ配船されることとなり、船名も変更された。
2011年に船内配置の変更を含む改装を行い、大規模なオーバーホールを受けている。

## 設計
ノルウェージャン・スターの同型2番船として建造された。同様のレストラン、バー、エンターテイメント、8デッキにおよぶ吹き抜け構造のアトリウムを備える。本船固有の設備としてガーデン・ヴィラ・ステートルームが新たに設置されている。

## 事故・インシデント
2005年4月16日、荒天のジョージア州沖を航行中、波高約21メートルの大波に3度にわたり遭遇した。3番目の波により9デッキおよび10デッキの複数の窓が損傷、いくつかのデッキに浸水した。船の損傷は軽微ですぐに修復されたが、4人の乗客が軽傷を負った。
2009年11月27日、カリブ海クルーズの帰路、マイアミへ向かって航行中、全電源が失われ漂流した。アメリカ沿岸警備隊の船艇とヘリコプターが支援のために現場に派遣された。2,000名以上の乗客が乗船していたが、気温29度、湿度67パーセントの環境で、水、電気、空調の供給が絶たれ、トイレも使用出来ない状態となった。応急処置により一部復旧した後、プエルトリコのサンフアンへ入港し、修理のためマイアミまでの旅程はキャンセルされた。
2010年8月27日、エンジントラブルにより、予定より早くバミューダを発って、低速でニューヨークに帰港した。
2013年8月24日、夕方、エンジントラブルにより船内の電源が失われた。照明はほとんどすぐに復旧したが、約2時間の間、大西洋を漂流した。修理は順調に進められ、夜のイベントは予定通り開催され、翌朝予定通りバミューダに到着した。
2015年5月19日、バミューダを出港直後に座礁した。事故原因は、舵の軽微な故障により、航路を外れたためであった。6時間後の満潮を待って離礁し、水中調査により船底に損傷がないことを確認した上で、ボストンに向かった。